# Daroca de Rioja
Daroca de Rioja est une commune de la communauté autonome de La Rioja, en Espagne.

## Démographie
| 1900 | 1910 | 1920 | 1930 | 1940 | 1950 | 1960 | 1970 | 1981 |
| ---- | ---- | ---- | ---- | ---- | ---- | ---- | ---- | ---- |
| 119  | 128  | 138  | 110  | 137  | 148  | 117  | 86   | 58   |

| 1991 | 2001 | 2010 | - | - | - | - | - | - |
| ---- | ---- | ---- | - | - | - | - | - | - |
| 57   | 61   | 58   | - | - | - | - | - | - |

## Administration

### Conseil municipal
La ville de Daroca de Rioja comptait 52 habitants aux élections municipales du 26 mai 2019. Son conseil municipal (en espagnol : Pleno del Ayuntamiento) se compose donc de 3 élus.
| Parti | Parti                                    | Voix | % | Élus  |
| ----- | ---------------------------------------- | ---- | - | ----- |
|       | Parti populaire (PP)                     | 30   | % | 2 / 3 |
|       | DA                                       | 10   | % | 1 / 3 |
|       | Parti socialiste ouvrier espagnol (PSOE) | 11   | % | 0 / 3 |

### Liste des maires
| Mandat    | Maire | Maire                               | Parti |
| --------- | ----- | ----------------------------------- | ----- |
| 1979-1983 |       | Félix Alonso Sáenz                  | UCD   |
| 1979-1983 |       | Jesús García Martínez               | UCD   |
| 1983-1987 |       | Demetrio Alonso Martínez            | AP    |
| 1987-1991 |       | Demetrio Alonso Martínez            | PSOE  |
| 1991-1995 |       | José Mª Martínez Martínez           | PSOE  |
| 1995-1999 |       | Mariano Antonio Grande Vaquerina    | PP    |
| 1999-2003 |       | José Antonio Rodríguez de Francisco | PP    |
| 2003-2007 |       | Mª Isabel Rodríguez Alonso          | PP    |
| 2007-2011 |       | Mª Teresa Lourdes Álvarez Ocáriz    | PP    |
| 2011-2015 |       | Mª Teresa Lourdes Álvarez Ocáriz    | PP    |
| 2015-2019 |       | Mª Teresa Lourdes Álvarez Ocáriz    | PP    |
| 2019-2023 |       | Luis Armando Rodríguez Echapresto   | PP    |